# Goldener Löwenbeschlag von Obervorschütz
Der goldene Löwenbeschlag von Obervorschütz ist ein merowingisch-fränkischer Fund aus dem 5. Jahrhundert. Aufbewahrt wird der historisch und kunstgeschichtlich bedeutende gold-überzogene Bronzebeschlag im Fritzlarer Heimatmuseum Hochzeitshaus. 

## Darstellung
Dargestellt ist ein sitzender Löwe mit aufgerissenem Maul, dem ursprünglich ein weiterer, nicht erhaltener, gegenübergestanden haben dürfte. Umsäumt ist der Löwe von einem fein gearbeiteten Flechtbandmotiv im byzantinisch-römischen Stil. Die feine Verarbeitung und das goldene Löwenmotiv lassen vermuten, dass der Träger des Wehrgehänges eine führende Persönlichkeit der Franken gewesen sein könnte. Bemerkenswert ist die akribische und detailgenaue Ausführung. Der Beschlag wurde im fein bearbeiteten geometrischen und halbplastischen Tierstil in Kerbschnitttechnik bearbeitet.

## Geschichte

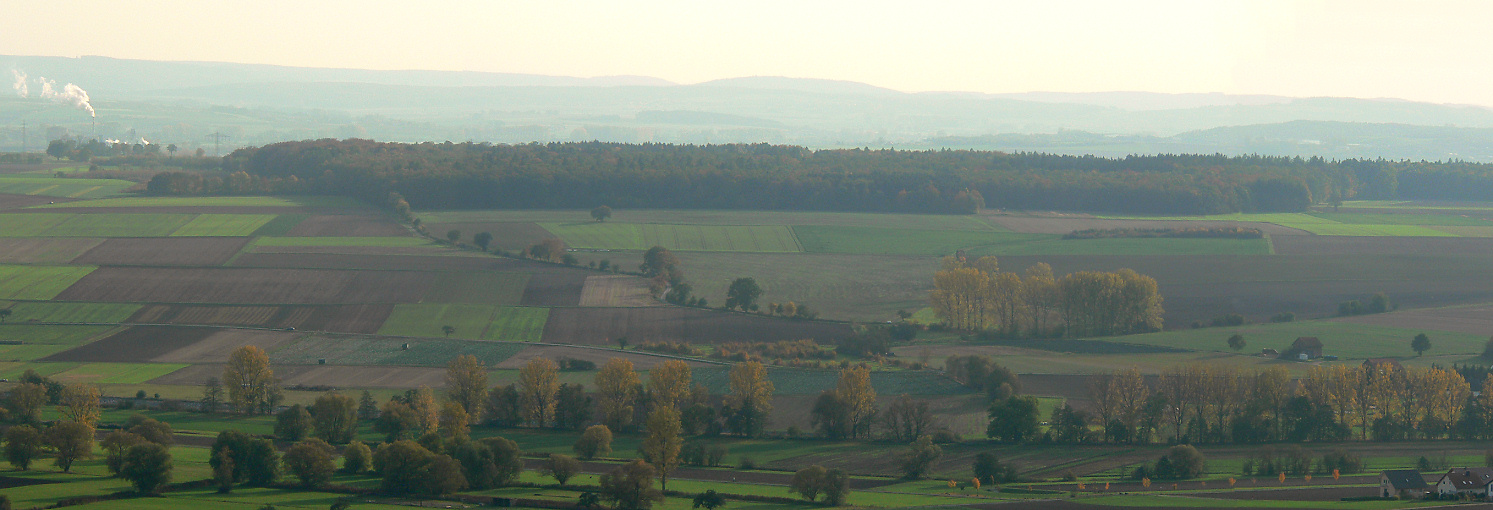
Blick von der Obernburg in Gudensberg über die Wüstung Bonigel zum Obersten Holz

Der Beschlag wurde in den 1950er Jahren nahe dem Gudensberger Stadtteil Obervorschütz auf einem Acker südlich der Ems nahe der Wüstung Bonigel gefunden, im Kerngebiet des chattischen Siedlungsraumes. Der als halbplastisches Bruchstück erhaltene Beschlag war Teil eines fränkischen Wehrgehänges; das ergänzende Bruchstück bleibt verschollen. Gefertigt wurde der Beschlag von einem anonymen fränkischen Meisterschmied des 5. Jahrhunderts. Die Arbeit nimmt den Stil der Tierdarstellungen eurasischer Steppenvölker wie der Skythen und Sarmaten auf. Diese Kunstform erlebte auch bei den Germanen während der Völkerwanderung im 5. Jahrhundert eine Blüte. Der Künstler kannte offensichtlich den Tierstil der Langobarden Oberitaliens.